# Marijan Rističević
Marijan Rističević (en serbe cyrillique : Маријан Ристичевић ; né le 1er mars 1958 à Zemun) est un homme politique serbe. Depuis 2002, il est le président du Parti national paysan. Depuis 2012, il est député à l'Assemblée nationale de la république de Serbie.

## Biographie
En 1988, Marijan Rističević fonde l'Union des paysans (Savez seljaka). En 1990, aux côtés de Dragan Veselinov, il participe à la fondation du Parti national paysan et en devient le premier secrétaire. À partir de 1996, il devient également le secrétaire de la Coalition Voïvodine et, en 2002, il devient président du Parti national paysan.
Aux élections de 2003, il fait partie de la coalition « Pour l'union nationale » (Za narodno jedinstvo). Il se présente à l'élection présidentielle serbe de 2004, où il obtient 10 198 voix, soit 0,33 % des suffrages. Devenu président de la municipalité d'Inđija en 2004, il démissionne de cette fonction en 2007, après avoir blessé un conseiller municipal.
Aux élections législatives de 2007, Rističević constitue une liste commune avec le Mouvement serbe du renouveau (SPO) de Vuk Drašković, un mouvement royaliste, mais, avec 3,33 % des voix, la coalition ne remporte aucun siège.
Soutenu par le Parti paysan unifié, il se présente une nouvelle fois à l'élection présidentielle de 2008, où il obtient 18 500 voix, soit 0,45 % des suffrages.
Lors des élections législatives serbes de 2012, le Parti national paysan participe à la coalition Donnons de l'élan à la Serbie, emmenée par Tomislav Nikolić, qui est alors président du Parti progressiste serbe (SNS). Marijan Rističević, qui figure en 22e position sur la liste, est élu député à l'Assemblée nationale de la république de Serbie et devient membre du groupe parlementaire du SNS.